# Balda Di Vittorio
Balda Di Vittorio, detta Baldina (Cerignola, 16 ottobre 1920 – Cerignola, 2 gennaio 2015), è stata una politica italiana, figlia del sindacalista Giuseppe Di Vittorio.

## Biografia
Figlia di Giuseppe Di Vittorio, educata nel clima dell'emigrazione antifascista in Francia, fin da giovanissima fu attiva nelle organizzazioni della gioventù comunista francese. Iscritta al PCI dal 1938, Baldina allo scoppio della seconda guerra mondiale fu internata dalle autorità d'oltralpe nel campo di Rieucros e dopo il crollo della Francia riuscì a rifugiarsi negli Stati Uniti col marito Giuseppe Berti.
Qui frequentò i corsi della Jefferson School e prese parte all'attività dei gruppi antifascisti di New York.
Dopo la fine del secondo conflitto mondiale poté tornare in Italia e divenne membro della presidenza nazionale dell'UDI. Nell'aprile del 1963 fu eletta deputato per il PCI, che l'aveva candidata nella Circoscrizione di Bari, e nel 1968 divenne senatrice. Termina il proprio mandato parlamentare nel 1972.
Muore all'età di 94 anni, il 2 gennaio 2015.